# 秋元喬求
秋元 喬求（あきもと たかもと）は、武蔵川越藩の第3代藩主。

## 生涯
享保元年（1716年）、下野宇都宮藩主戸田忠余の長男として生まれる。享保12年（1727年）閏1月16日に従伯父の川越藩主秋元喬房の婿養子として迎えられ、享保15年（1730年）12月18日に従五位下・越中守に叙位・任官する。元文3年（1738年）、喬房の死去により家督を継いだ。
寛保2年（1742年）4月3日、家督を養子の凉朝に譲って隠居した。延享元年（1744年）2月26日に死去。享年29。

## 系譜
父母
- 戸田忠余（実父）
- 芳春院 - 側室（実母）
- 秋元喬房（養父）

正室
- 秋元喬房の娘

子女
- 秋元逵朝（次男）

養子
- 秋元凉朝 - 秋元貞朝の三男